# 粪生甾醇
粪生甾醇（英語：fecosterol，也有译作粪甾醇，或称作5α-麦角甾-8(9),24(28)-二烯-3β-醇，5α-Ergosta-8(9),24(28)-dien-3β-ol，分子式C28H46O）是真菌或地衣的一种甾醇中间产物，可经多步反应转化为表甾醇。